# کالیبر ۱۹×۹ میلی‌متر پارابلوم
پارابلوم ۹×۱۹ میلی‌متری یا لوگر ۹ میلی‌متری، نوعی فشنگ اسلحه گرم مخروطی‌شکل است که در ابتدا توسط طراح اسلحه گرم اتریشی، گئورگ لوگر در سال ۱۹۰۱ طراحی شد، این فشنگ، به‌دلیل هزینهٔ کم و در دسترس بودن گسترده، به‌عنوان محبوب‌ترین فشنگ تفنگ‌های دستی و مسلسل شناخته می‌شود. این فشنگ، از تجهیزات استاندارد نیروهای ناتو و همچنین در بسیاری از کشورهای غیر ناتو است.
از آن‌جایی که این فشنگ برای پیستول نیمه‌خودکار لوگر پی۰۸ طراحی شده‌است، توسط مؤسسه تولیدکنندگان اسلحه و مهمات ورزشی (SAAMI) و کمیسیون بین‌المللی l'Epreuve des Armes à Feu به آن لقب لوگر ۹ میلی‌متری داده شده‌است.
یک نظرسنجی در ایالات متحده در سال ۲۰۰۷ به این نتیجه رسید که «حدود ۶۰ درصد از سلاح‌های گرم مورد استفاده توسط پلیس، ۹ میلی‌متر [پارابلوم] است» و فروش پیستول پارابلوم ۹×۱۹ میلی‌متری باعث محبوبیت بیشتر پیستول‌های نیمه‌خودکار، نسبت به هفت‌تیر شده‌است.

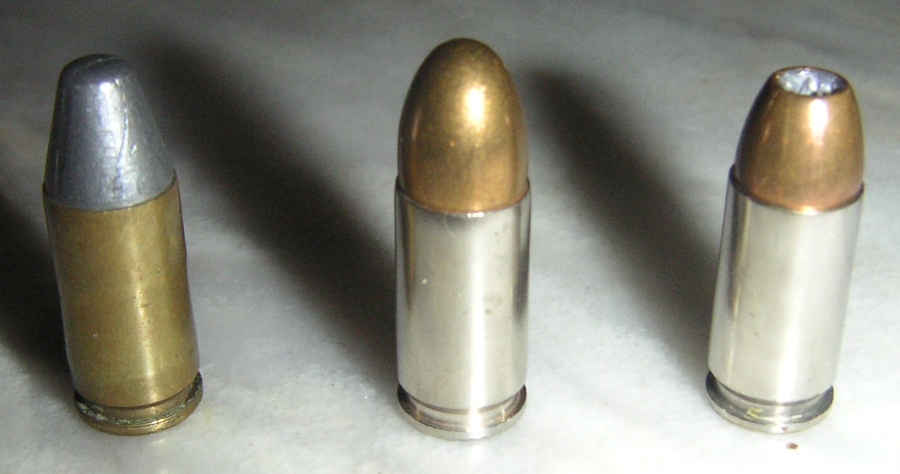
سه نوع گلوله: بدون پوشش (سربی)، غلاف تمام‌فلزی و نقطه توخالی